# 浮山新区街道
浮山新区街道是中国山东省青岛市市北区下辖的一个街道。

## 行政区划
浮山新区街道下辖四小区社区、六小区社区、浮山后社区、同兴路社区、同安路社区、同和路社区。

## 人口
2010年中国第六次人口普查时，浮山新区街道共有人口43399人。共有家庭16873户，平均每户2.48人。14岁以下的少年儿童共5206人，占总人口11.99%；15-64岁人口共32601人，占总人口75.11%；65岁及以上的老年人共5592人，占总人口的12.88%。男性共计21048人，占总人口48.49%；女性共计22351，占总人口51.50%。本地居住的人口中，拥有本地户籍的人口为22150人，占51.03%。